# ساناسار ملتونیان
ساناسار آرتمی ملتونیان (ارمنی: Սանասար Արտեմի Մելտոնյան؛ زادهٔ ۴ اوت ۱۹۴۴) یک  سیاستمدار اهل ارمنستان است که از تاریخ ۱۹۹۰ تا تاریخ ۱۹۹۵ سمت نمایندگی دوره اول شورای عالی جمهوری ارمنستان را برعهده داشت.

## زندگی‌نامه
در ۴ اوت ۱۹۴۴ در ارمنستان به دنیا آمد . 